# Prodiloides bipunctata
Prodiloides bipunctata is een keversoort uit de familie lieveheersbeestjes (Coccinellidae). De wetenschappelijke naam van de soort is voor het eerst geldig gepubliceerd in 1922 door Weise.